# Глинжены (Фалештский район)
Глинжены (рум. Glinjeni, Глинжень) — село в Фалештском районе Молдавии. Относится к сёлам, не образующим коммуну.

## География
Село расположено на высоте 105 метров над уровнем моря.

## История
В 1902 году насчитывалось 800 зарегистрированных домов с населением 4225 человек (2079 мужчин и 2146 — женщины). Для сравнения, за сто лет демографический аспект заключается в следующем: 3438 жителей (1666 мужчин и 1772 женщины), живущих здесь, в подавляющем большинстве молдаване — 3398 и 23 румынских.

## Население
По данным переписи населения 2004 года, в селе Глинжень проживает 3439 человек (1660 мужчин, 1779 женщин).
Этнический состав села:
| Национальность | Число жителей | Процентный состав |
| -------------- | ------------- | ----------------- |
| молдаване      | 3398          | 98.81             |
| украинцы       | 13            | 0.38              |
| румыны         | 13            | 0.38              |
| русские        | 12            | 0.35              |
| прочие         | 3             | 0.09              |
| Всего          | 3439          | 100 %             |